# 溫州公共自行車

温州公共自行车Logo

溫州公共自行車系統是中國浙江省溫州市的一個公益性公共自行車租賃系統。類似于杭州公共自行車，實行限時免費，階梯收費的政策。

## 標誌含義
溫州公共自行車系統的標誌（Logo）是由合肥平行线设计工作室设计，融入了拉丁字母“WZ、LC、GG”，分別代表“溫州”、“鹿城”、“公共”。形似一隻小鹿，呼應溫州的別稱“鹿城”，也代表了鹿城區。又像一輛自行車。

## 租賃方式
- 市民在繳納押金300元跟預存租車費100元之後，可以辦理租車卡。
- 市民可持身份證前往中國移動營業廳，存入話費後辦理租車卡。
- 2012年12月29日起可用市民卡租赁[2]。市民卡租车需前往“市民卡服务大厅/社保局”签署《市民卡·公共自行车功能开通申请表》并缴纳保证金300元，再往市民卡电子钱包充值或圈存20元以上。

## 发展
2013年2月7日，瓯海区各停车网点开始调试，随后两天，瓯海区、龙湾区的公共自行车系统相继开始运行，将与鹿城区统一借还。
2016年9月，温州市区（鹿城区、瓯海区、龙湾区、洞头区）通用一张“温州市民卡”租车。市区内任意停车点租/还。